# Elvin Post
Elvin Post (Rotterdam, 25 november 1973) is een Nederlandse auteur en journalist. In 2004 won hij, als jongste winnaar tot dan toe, de Gouden Strop voor zijn debuut, de misdaadroman Groene vrijdag. Met Roomservice won hij in 2011 de Diamanten Kogel. Zijn jeugdthrillers Geen weg terug (2022) en Catch (2023) werden beide genomineerd voor De Prijs van de Jonge Jury. Zijn boeken zijn vertaald in het Duits, Frans, Spaans, Hebreeuws, Turks, Indonesisch en Arabisch.

## Biografie
Post liep stage bij het literair agentschap van Caroline van Gelderen. Daarna werkte hij ruim een jaar bij het literair agentschap Ralph Vicinanza Ltd. in Manhattan, New York, agent van onder anderen Stephen King, George R.R. Martin en Robin Hobb. Aldaar schreef hij ook recensies van buitenlandse thrillers voor het Algemeen Dagblad. In Manhattan begon hij zelf met het schrijven van boeken.
In 2004 debuteerde Post vervolgens met Groene vrijdag. Hiervoor ontving hij in hetzelfde jaar de Gouden Strop.
In 2006 verscheen Vals beeld, dat ook een nominatie kreeg voor de Gouden Strop. Groene vrijdag als Vals beeld werden tevens genomineerd voor de Belgische thrillerprijs, de Diamanten Kogel. Vals beeld is gebaseerd op een stoutmoedige kunstroof in 1990 waarbij verschillende topkunstwerken ontvreemd worden uit het Isabella Stewart Gardner Museum te Boston
In 2022 verscheen zijn eerste jeugdthriller Geen weg terug bij Uitgeverij De Fontein, een jaar later gevolgd door Catch. 

## Persoonlijk
Post heeft twee dochters. Hij is de zoon van thrillerauteur Jacques Post.

## Bestseller 60
| Boeken met noteringen in de Nederlandse Bestseller 60 | Jaar van verschijnen | Datum van binnenkomst | Hoogste positie | Aantal weken | Opmerkingen |
| ----------------------------------------------------- | -------------------- | --------------------- | --------------- | ------------ | ----------- |
| Geboren verliezers                                    | 2008                 | 11-06-2008            | 43              | 1            |             |

## Trivia
- Naar aanleiding van Geboren verliezers schreef Elvin Post een klein verhaal: Nachtmerrie. Het verscheen in het tijdschrift Rails van februari 2008, met illustraties van Denise van Leeuwen.